# Copa de Moldavia 2021-22
La Copa de Moldavia 2021-22 fue la edición número 31 de la Copa de Moldavia. La competición empezó el 17 de agosto de 2021 y terminó el 21 de mayo de 2022. El equipo campeón accedió a la primera ronda de clasificación de la Liga Europa Conferencia de la UEFA 2022-23.
Sheriff Tiraspol conquistó su 11º título tras ganar en la final al Sfîntul Gheorghe por el marcador de 1-0.

## Fechas
La primera ronda preliminar y las dos primeras rondas propiamente dichas están regionalizadas para reducir los costos de viaje de los equipos.
| Ronda                    | Fechas                   | Total de partidos | Clubes  |
| ------------------------ | ------------------------ | ----------------- | ------- |
| Primera ronda preliminar | 17 de agosto de 2021     | 5                 | 45 → 40 |
| Primera ronda            | 24 de agosto de 2021     | 16                | 40 → 24 |
| Segunda ronda            | 14 de septiembre de 2021 | 8                 | 24 → 16 |
| Octavos de final         | 26–27 de octubre de 2021 | 8                 | 16 → 8  |
| Cuartos de final         | 12–13 de abril de 2022   | 4                 | 8 → 4   |
| Semifinales              | 26 de abril de 2022      | 2                 | 4 → 2   |
| Final                    | 21 de mayo de 2022       | 1                 | 2 → 1   |

## Primera ronda preliminar
| Fecha                | Hora  | Partido          | Partido    | Partido         |
| -------------------- | ----- | ---------------- | ---------- | --------------- |
| 17 de agosto de 2021 | 17:30 | Stăuceni         | W.O.       | Sinteza Căușeni |
| 17 de agosto de 2021 | 17:30 | EFA Visoca       | 1-2 (pró.) | ARF Ocnița      |
| 17 de agosto de 2021 | 17:30 | Steaua Telenești | 1-3        | Rîșcani         |
| 17 de agosto de 2021 | 17:30 | Oguzsport Comrat | 3-5 (pró.) | Congaz          |
| 17 de agosto de 2021 | 19:00 | Atletic Strășeni | 1-2 (pró.) | Cimișlia        |

## Primera ronda
| Fecha                | Hora  | Partido        | Partido | Partido            |
| -------------------- | ----- | -------------- | ------- | ------------------ |
| 24 de agosto de 2021 | 17:00 | Sîngerei       | 3-0     | Fălești            |
| 24 de agosto de 2021 | 17:00 | Olimpia Bălți  | 2-1     | Grănicerul Glodeni |
| 24 de agosto de 2021 | 17:00 | Pepeni         | 1-6     | Victoria Bardar    |
| 24 de agosto de 2021 | 17:00 | FC Visoca      | W.O.    | Inter Soroca       |
| 24 de agosto de 2021 | 17:00 | Cruiz Plus     | 1-0     | Iskra Rîbnița      |
| 24 de agosto de 2021 | 17:00 | Codru Călărași | 2-3     | FCM Ungheni        |
| 24 de agosto de 2021 | 17:00 | ARF Ocnița     | 4-1     | Edineț             |
| 24 de agosto de 2021 | 17:00 | Rîșcani        | 0-5     | Speranța Drochia   |
| 24 de agosto de 2021 | 17:00 | Congaz         | 0-6     | Olimp Comrat       |
| 24 de agosto de 2021 | 17:00 | Stăuceni       | 1-3     | Real Succes        |
| 24 de agosto de 2021 | 17:00 | Cimișlia       | 0-1     | Sporting Trestieni |
| 24 de agosto de 2021 | 17:00 | Slobozia Mare  | 2-3     | FC Cahul 2005      |
| 24 de agosto de 2021 | 17:00 | Saksan         | 4-2     | Sucleia            |
| 24 de agosto de 2021 | 17:00 | Maiak Chirsova | 0-5     | Socol Copceac      |
| 24 de agosto de 2021 | 17:00 | Cricova        | 1-2     | Dacia Buiucani     |
| 24 de agosto de 2021 | 17:00 | Văsieni        | 0-3     | Spartanii Selemet  |

## Segunda ronda
| Fecha                    | Hora  | Partido           | Partido | Partido            |
| ------------------------ | ----- | ----------------- | ------- | ------------------ |
| 14 de septiembre de 2021 | 16:00 | Olimpia Bălți     | 1-3     | Sîngerei           |
| 14 de septiembre de 2021 | 16:00 | Inter Soroca      | 0-1     | Victoria Bardar    |
| 14 de septiembre de 2021 | 16:00 | Cruiz Plus        | 1-4     | FCM Ungheni        |
| 14 de septiembre de 2021 | 16:00 | ARF Ocnița        | 0-4     | Speranța Drochia   |
| 14 de septiembre de 2021 | 16:00 | Real Succes       | 1-8     | Olimp Comrat       |
| 14 de septiembre de 2021 | 16:00 | Saxan             | 3-2     | Sporting Trestieni |
| 14 de septiembre de 2021 | 16:00 | Maiak Chirsova    | 2-4     | Cahul-2005         |
| 14 de septiembre de 2021 | 16:00 | Spartanii Selemet | 2-0     | Dacia Buiucani     |

## Octavos de final
| Fecha                 | Hora  | Partido           | Partido | Partido         |
| --------------------- | ----- | ----------------- | ------- | --------------- |
| 26 de octubre de 2021 | 13:00 | Sfîntul Gheorghe  | 1-0     | Victoria Bardar |
| 26 de octubre de 2021 | 13:00 | Petrocub Hîncești | 6-0     | Olimp Comrat    |
| 26 de octubre de 2021 | 13:00 | Spartanii Selemet | 1-3     | Dinamo-Auto     |
| 26 de octubre de 2021 | 15:00 | Bălți             | W.O.    | Cahul-2005      |
| 27 de octubre de 2021 | 13:00 | Florești          | 3-1     | Sîngerei        |
| 27 de octubre de 2021 | 13:00 | Speranța Drochia  | 1-4     | Zimbru Chișinău |
| 27 de octubre de 2021 | 15:00 | Milsami Orhei     | 5-1     | FCM Ungheni     |
| 27 de octubre de 2021 | 15:00 | Sheriff Tiraspol  | 6-0     | Saksan          |

## Cuartos de final
| Fecha               | Hora  | Partido          | Partido        | Partido           |
| ------------------- | ----- | ---------------- | -------------- | ----------------- |
| 12 de abril de 2022 | 16:00 | Sfîntul Gheorghe | W.O.           | Florești          |
| 12 de abril de 2022 | 18:00 | Sheriff Tiraspol | 4-0            | Petrocub Hîncești |
| 13 de abril de 2022 | 16:00 | Zimbru Chișinău  | 0-3            | Milsami Orhei     |
| 13 de abril de 2022 | 18:00 | Bălți            | 3-3 (pen. 3-4) | Dinamo-Auto       |

## Semifinales
| Fecha               | Hora  | Partido       | Partido | Partido          |
| ------------------- | ----- | ------------- | ------- | ---------------- |
| 26 de abril de 2022 | 16:00 | Dinamo-Auto   | 2-3     | Sheriff Tiraspol |
| 26 de abril de 2022 | 18:00 | Milsami Orhei | 0-2     | Sfîntul Gheorghe |

## Final
| 21 de mayo de 2022, 20:00 | Sheriff Tiraspol   | 1:0 (0:0) | Sfîntul Gheorghe | Stadionul Orășenesc, Nisporeni |             |
|                           | Regi Lushkja 90+5' | Reporte   |                  | Árbitro(s):                    | Árbitro(s): |

### Campeón
| Copa de Moldavia 2021-22    |
| --------------------------- |
| Sheriff Tiraspol 11º Título |